# Pérez (achternaam)

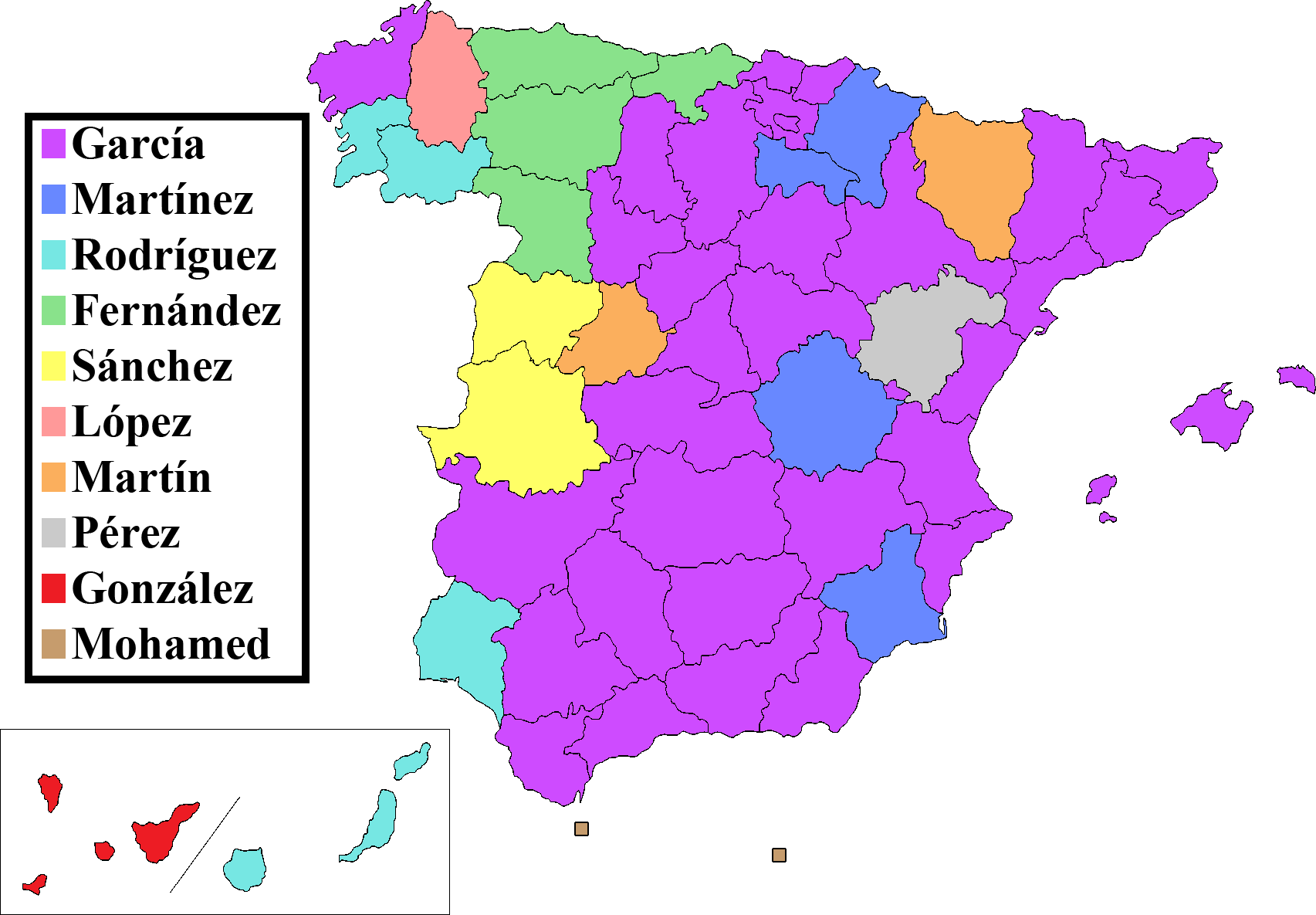
Meest voorkomende achternamen in Spanje naar provincie

Pérez is een veelvoorkomende Spaanstalige achternaam. Het is oorspronkelijk een patroniem dat betekent "zoon van Pedro" of de Aragonese variant "zoon van Pero". Tijdens de Spaanse kolonisatie heeft de achternaam zich tevens over Latijns-Amerika uitgebreid.
In Argentinië hebben 272.587 personen als eerste achternaam Pérez (Spanjaarden en Zuid-Amerikanen hebben twee achternamen waarvan de eerste het belangrijkst is, zie Iberische en Ibero-Amerikaanse achternamen), waarmee het de op 5 na meest voorkomende achternaam van het land is. In Spanje is het de op zeven na meest voorkomende achternaam. 778.876 personen (oftewel 1,67% van de bevolking) heet er Pérez, en in Colombia de tiende familienaam, met 418.660 naamdragers.